# Маринко Роквич
Маринко Роквич (на сръбски: Маринко Роквић или Marinko Rokvić) е популярен сръбски певец и музикант от Босна и Херцеговина.

## Биография
На сцената е от втората половина на 70-те години. Има над 20 албума, носител е на множество музикални награди и отличия. Изнася концерти навсякъде из бивша Югославия и Балканите, както и из европейските страни с компактни маси сръбско население.
Първият албум на Маринко Роквич е реализиран през 1981 г. и носи името „Ruža“. През следващите години създава хитове като „Буди добра до повратка моја“, „Да волим другу не могу“, „И кад ме сви забораве“, „Потражичу очи нешто зеленије“, „Ти за љубав ниси рођена“, „Право на љубав“, „Скитница“, „Три у једној“.
През 1988 г. излиза албумът „Севдалинке“ – народни любовни песни.
На 6 ноември 2021 г. Роквич умира от рак на панкреаса.

## Дискография

### Студийни албуми
- Ruža (1981)
- Prva ljubav (1982)
- Marinko Rokvic (1983)
- Kako da dođem na svadbu tvoju (1984)
- Samo me potraži (1985)
- Podeli sa mnom i dobro i zlo (1986)
- U tebi ljubav buduću vidim (1986)
- Žena za sva vremena (1987)
- Ljubav stara srce para (1988)
- Sevdalinke (1988)
- Živela ti meni (1989)
- Posle tebe (1992)
- Nismo mi ađeli (1993)
- Zbogom zeno, nevernice lepa (1995)
- Što nisi tuđa (1996)
- Sunce i zora (1998)
- Ti za ljubav nisi rođena (2000)
- Pravo na ljubav (2001)
- Skitnica (2003)
- Gatara (2008)

### Сингли
- Ti si moja boginja (1975)
- Momak veseljak (1977)
- Para nemam da bih vino pio (1978)
- Ti nisi došla/Budan sam draga (1978)
- Kaži, zašto me ostavi (1979)
- Snegovi beli opet veju (1980)